# Engganobrilvogel
De engganobrilvogel (Zosterops simplex salvadorii) is een zangvogel uit de familie Zosteropidae (brilvogels). De soort wordt vaak als aparte soort beschouwd, maar volgens in 2018 gepubliceerd onderzoek is het eerder een ondersoort van Swinhoes brilvogel.

## Verspreiding en leefgebied
Deze soort is endemisch op de eilanden ten westen van Sumatra, waaronder het eiland Enggano.